# Perwira (Bekasi Utara)
Perwira is een bestuurslaag in de stadsgemeente Kota Bekasi van de provincie West-Java, Indonesië. Perwira telt 32.583 inwoners (volkstelling 2010).